# Scinax pinima
Scinax pinima és una espècie d'amfibis de la família dels hílids. És endèmica del Brasil. Els seus hàbitats naturals inclouen sabanes seques, zones d'arbusts, prades de baixa altitud, pantans i aiguamolls intermitents d'aigua dolça. Està amenaçada d'extinció per la destrucció del seu hàbitat natural.